# تكلفة رأس المال

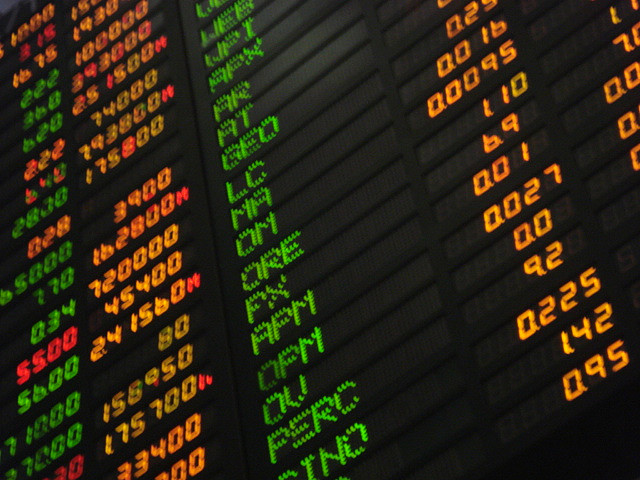

تكلفة رأس المال  هي الحد الأدنى للعائد المتوقع تحقيقه من قبل موردي عناصر رأس المال، وهم المستثمرين والدائنين. وتستخدم تكلفة رأس المال في اتخاذ القرارات الاستثمارية، حيث يجب أن لا يقل العائد المتوقع لأي فرصة استثمارية عن تكلفة رأس المال اللازم لتمويلها. كما تستخدم في تقييم المشاريع الإستثمارية الجديدة والقائمة، حيث تستعمل تكلفة رأس المال كمعدل خصم للوصول إلى القيمة الحالية للتدفقات النقدية المستقبلية للمشروع.

## شرح المفهوم
يقوم مفهوم تكلفة رأس المال على أن المستثمرين في أي مشروع - سواء كانوا مساهمين أو دائنين - يتوقعون حدا أدنى للعائد الذي يحققه هذا المشروع ولن يقبلوا بأقل منه، ولو كان العائد أقل من تكلفة رأس المال فسيقرر المستثمرون أن يقللوا من استثماراتهم في المشروع أو الانسحاب بالكامل. ويطلق على الحد الأدنى للعائد الذي يتوقعه المساهمون في مشروع ما «تكلفة حقوق الملكية»، أما الحد الأدنى الذي يتوقعه الدائنون فيدعى بتكلفة الديون.

## طريقة الحساب
تقدر تكلفة رأس المال عن طريق حساب الوسيط الوزني لتكلفة حقوق الملكية وتكلفة الديون وهو ما يسمى بـ«الوسيط الوزني لتكلفة رأس المال» ومعادلته هي كالتالي:
{\displaystyle WACC\ =\left[\left({E \over K}\right)\times y\right]\ +\left[\left({D \over K}\right)\times b\right]}
بشريطة أن:
{\displaystyle \ K=D+E}
حيث أن:
| الرمز                | المعنى                         | وحدة القياس |
| -------------------- | ------------------------------ | ----------- |
| {\displaystyle WACC} | الوسيط الوزني لتكلفة رأس المال | %           |
| {\displaystyle y}    | تكلفة حقوق الملكية             | %           |
| {\displaystyle b}    | تكلفة الديون                   | %           |
| {\displaystyle D}    | إجمالي الديون                  | عملة        |
| {\displaystyle E}    | إجمالي حقوق الملكية            | عملة        |
| {\displaystyle K}    | إجمالي رأس المال               | عملة        |